# Olympische Sommerspiele 2004/Teilnehmer (Namibia)
| Gelbes Symbol für Goldmedaillen mit stilisierten Olympischen Ringen | Graues Symbol für Silbermedaillen mit stilisierten Olympischen Ringen | Braundes Symbol für Bronzemedaillen mit stilisierten Olympischen Ringen |
| ------------------------------------------------------------------- | --------------------------------------------------------------------- | ----------------------------------------------------------------------- |
| —                                                                   | —                                                                     | —                                                                       |

Namibia nahm bei den Olympischen Sommerspielen 2004 in der griechischen Hauptstadt Athen mit acht vom Namibischen Nationalen Olympischen Komitee nominierten Sportlern, einer Frau und sieben Männern teil.
Seit 1992 war es die vierte Teilnahme eines namibischen Teams bei Olympischen Sommerspielen.

## Flaggenträger
Der Boxer Paulus Ambunda trug die Flagge Namibias während der Eröffnungsfeier im Olympiastadion.

## Teilnehmer nach Sportarten

### Boxen
- Paulus Ambunda
Herren, Leichtgewicht
- Joseph Jermia
Herren, Halbfliegengewicht

### Leichtathletik
- Frank Fredericks
Herren, 100 Meter
Herren, 200 Meter
- Christie van Wyk
Herren, 100 Meter
- Agnes Samaria
Damen, 800 Meter

### Radsport
- Mannie Heymans
Herren, Mountainbike

### Ringen
- Nicolaas Jacobs
Herren, Freistil

### Schießen
- Friedhelm Sack
Herren, 10 m Luftpistole
Herren, 50 m Pistole